# Festbettverfahren

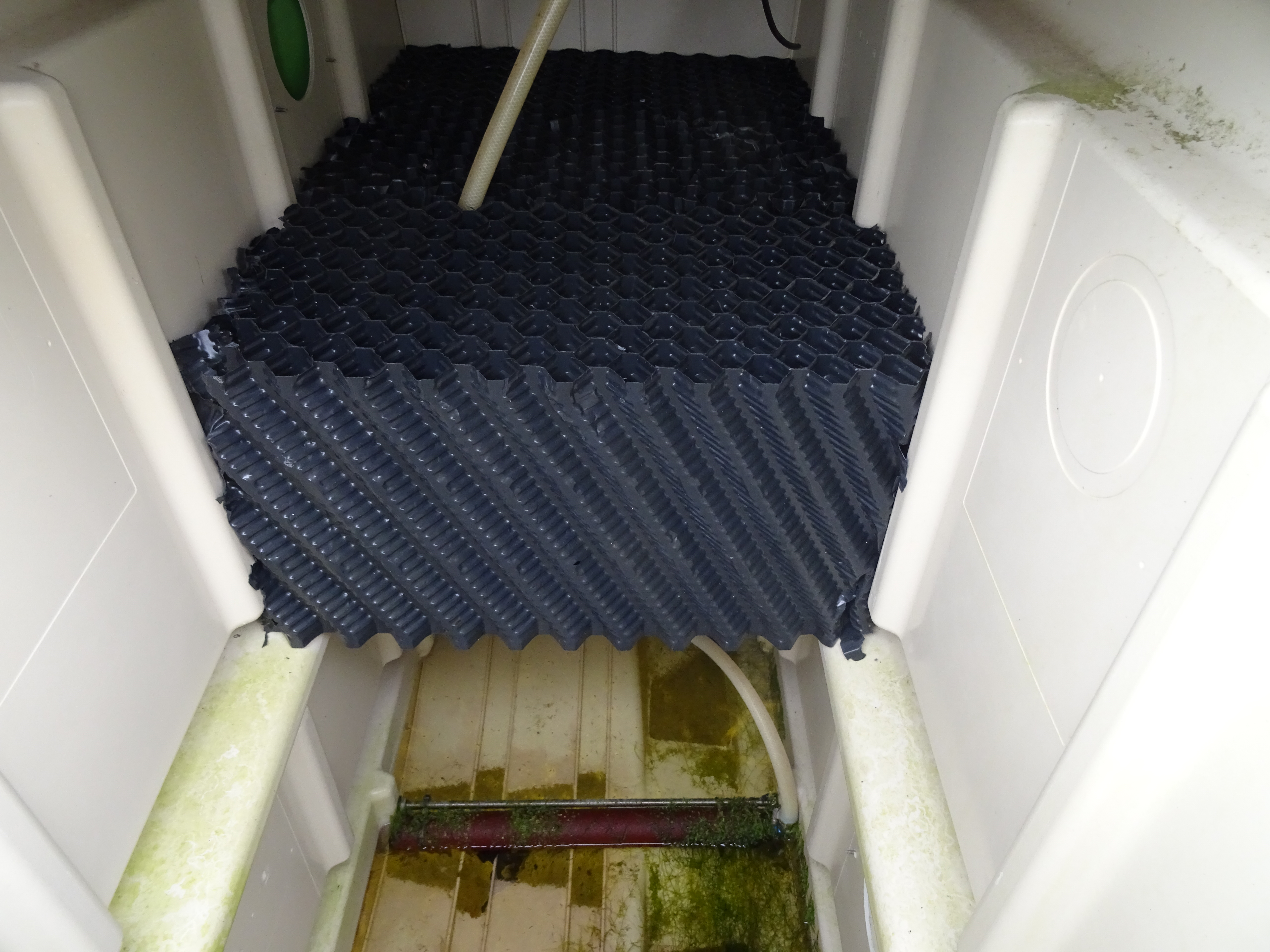
Eine Kleinkläranlage mit Festbettverfahren. Zu erkennen sind der wabenförmige Gitterkörper, auf dem sich die Mikroorganismen ansiedeln, sowie am Boden der Belüfter (rot).

Das Festbettverfahren (englisch Moving Bed oder englisch Submerged Fixed Bed) ist ein Klärsystem, das durch Belüftung von Trägermaterial (auf dem sich Bakterienkulturen ansiedeln) eine Reinigung des Abwassers erzielt. Im Gegensatz dazu steht das weitaus üblichere Belebtschlammverfahren, bei dem die aktiven Mikroorganismen nicht fest auf Trägermaterial siedeln, sondern  dem Abwasser als Suspension beigemischt werden.

## Grundsätzliches
Im Festbettverfahren wird eine klar definierte Menge an Aufwuchskörpern entweder in Schwebe gehalten (Moving Bed) oder als Gitter fest über den Belüftern installiert (Fixed Bed). Darauf siedeln sich in wenigen Tagen selbständig Mikroorganismen und Kleinstlebewesen an. Der Sauerstoffeintrag erfolgt gesteuert über einen Verdichter, der den Luftsauerstoff entweder über Membranbelüfter (feinblasiger Eintrag) oder Düsenrohre (mittelblasiger Eintrag) unter der Festbettfläche verteilt. 
Düsenrohre haben gegenüber Membranbelüftern den Vorteil, nicht zu verstopfen oder zu verschlammen, sowie durch ihren mittelblasigen Eintrag die Festbettfläche vollflächig zu beschicken. Darüber hinaus wird durch den Drucklufthebereffekt ein Ablösen von Überschussschlamm und eine Durchmischung des Wasserkörpers sichergestellt.
Vorteil des Festbettverfahrens gegenüber dem Belebtschlammverfahren ist eine deutlich effizientere Reinigung, die bei vergleichbarer Reinigungsleistung ein viel geringeres Volumen beansprucht. Nachteil ist ein höherer technischer Aufwand und Energiebedarf.

## Verfahrensvarianten
Es gibt verschiedene Verfahrensvarianten. In einem Belebungsbecken befindet sich zum Beispiel ein schwebendes Festbett, das aus einzelnen, wabenförmigen (schlagfesten Polystyrol) oder anderen, oft zylindrischen oder kugelförmigen Gitterkörpern mit Lamellen in ihrem Inneren gebildet wird. 
Andere Verfahren (zum Beispiel 3KPLUS) nutzen fest installierte Gittersysteme, die nicht absinken können und große Mengen an Aufwuchs tragen. Auf allen Oberflächen der Schwebekörper oder Gitter entsteht ein biologisch aktiver Film von Biomasse (Biofilm). Bei höheren Belastungen nimmt dieser eine pelzige Struktur an, die mehrere Zentimeter Dicke erreichen kann. Der Aufwuchs ist meist durch Fadenbakterien stabilisiert.
Die im Aufwuchs lebenden Mikroorganismen nehmen die im Abwasser enthaltenen, gelösten und ungelösten Schmutzstoffe auf und oxidieren diese zu Wasser, Kohlendioxid und Salzen. Dabei vermehren sie sich und erhalten in Wechselwirkung mit der Strömung eine bestimmte Biofilm-Stärke aufrecht, so dass immer ausreichend Mikroorganismen vorhanden sind. Das Wachstum dieser biologisch aktiven Filme erfolgt somit selbstregulierend, was einen Vorteil gegenüber den Belebungsverfahren darstellt. Nachteilig kann der gegenüber Verfahren mit suspendierter Biomasse höhere Energieverbrauch sein.